# هيمو كمب
هيمو كمب (بالألمانية: Heimo Kump)‏ هو مدرب كرة قدم ولاعب كرة قدم نمساوي في مركز الوسط، ولد في 1 أبريل 1968 في غراتس في النمسا. لعب مع نادي فينر.